# Kogal
Kogal (јап. コギャル) je japanska modna kultura koja podrazumeva da mlade devojke nose odeću baziranu na japanskoj školskoj uniformi, samo što je u ovom slučaju suknja dosta kraća. Kratke suknje se nose bez obzira na godišnje doba. Karakteristične su i labave čarape i šal, i ofarbana kosa je česta. Reč „kogal“ je anglicizirana verzija reči „kogjaru“ što je skraćena verzija reči „kokosei gjaru“ (od engleskog „high school gal“). Devojke se međusobno nazivaju „gjaru“ iako se taj termin koristi za mnoge druge modne stilove pored pomenutog.
Pored mini suknje i labavih čarapa, kogal devojke nose čizme sa platformom, šminku i Burberry šalove. Devojke se nekad farbaju u braon i imaju lažan ten. Imaju specifičan sleng koji sadrži dosta engleskih reči. Često su devojke studenti, ali ne moraju biti. Centri kogal kulture su u Harađuku i Šubuji u Tokiju, posebno u Šibujinoj zgradi 109. Pop pevačica Namie Amuro je promovisala ovaj stil. Kritičari nazivaju kogal devojke „površne, materijalističke i sklone izraženoj potrošnji“. S druge strane, obožavaoci ovog stila nazivaju devojke „ljubazne, aktivne mlade devojke današnjice“.

## Etimologija
Reč „kogal“ je skraćeno od „kokosei gjaru“ (高校生ギャル, "high school gal"). U početku je taj termin koristilo obezbeđenje u diskotekama kao kod da razlikuje punoletne od maloletnika. Termin ne koriste devojke na koji se odnosi. One sebe nazivaju gjaru (ギャル), japansko izgovaranje engleske reči “gal”. Termin je postao popularan prvi put 1972.godine od strane televizijske reklame za farmerke. Od 1980-ih termin se koristio za devojke koje se oblače po najnovijoj modi.

## Karakteristike
Kogal devojke su bile optužene za izraženu potrošnju, da žive sa roditeljima i enđo-kosai (amaterska prostitucija / dejting servisi). Kritičari su smatrali da njihov materijalizam proizlazi iz dubljeg psihičkog ili spiritualnog problema praznine modernog japanskog društva. Neke kogal devojke žive od novca svojih roditeja, parazitski život, koji je protiv tradicionalnog principa obaveza. „Moderna školska uniforma sa labavim čarapama i mobilnim telefonom je postala izgled koji se asocira sa promiskuitetom, lakoćom, pohlepom i glupošću“, kaže jedan komentator. 
Drugi pak misle da je kogal fenomen manje o devojkama i njihovoj modi, a više o medijima koji pokušavaju da fetišiziraju školsku uniformu i krive one koje moraju da je nose. Jedna srednjoškolka je rekla da bi radije da je u srednjoj školi bila u nekom drugom periodu, a ne sada kada je zbog kogal kulture svi vide kao kogal devojku sa TV-a, a ne kao osobu. Što se tiče izražene potrošnje, mnogi koji ih okrivljuju za to, nisu svesni da za svaki brend postoji off-brend koji je duplo jeftiniji i može se naći i malim prodavnicama kao što je ura Harađuku. 
Kogal fenomen se nikad nije odnosio na sve srednjoškolke, već simbolizuje evoluciju uloge žena u kapitalističkom Japanu. Kogal odbija tradicionalne polne uloge i duh nacionalizma i pokušava da bude oličenje bez državnog konzumerizma. Konzumerizam se ispoljava kroz lažne brendnove, korišćenje Love hotela, karaoke žurke i korišćenje engleskih reči u svakodnevnom govoru. Kogal devojke su otvorenije u vezi seksualne aktivnosti i otvorenije govore o njoj. Kogal hedonizam i nepristojno izražavanje služi da učvtsti osobenost ličnosti mlade Japanke. Kritikuju muškarce, posebno starije, kao revolt protiv tradicionalnih polnih uloga. Kogal časopisi kao što je Egg, koji ima svoju rubriku umetničkih slika penisa, predstavlja način da mlade devojke slobodno izražavaju svoje želje i zadovoljstva i nezadovoljstva. Sve u svemu, kogal jezik, ponašanje i izgled je revolt protiv restriktivne kulture roditelja i služi da učvrsti drugačija i raznolika izražavanja ženstvenosti. 

## Jezik
Gjaru reči nastaju skraćivanjem japanskih fraza ili bukvalnim prevođenjem engleskih fraza bez promene redosleda reči koji bi odgovarao japanskoj sintaksi. Reči mogu nastati i dodavanjem sufiksa –ingu (od engleskog nastavka –ing) na glagole, kao na primer gettingu (ゲッティング, "getting"). Skraćenice pisane latinicom su isto česte, kao na primer “MM” što znači “mađi de makacuku” (veoma iritantno). Još jedna specifična stvar je sufiks –ra, što znaci “kao” ili “naučio od”, na primer “Amura” (アムラー, "kao Namie Amuro").
Engleski koji se koristi je kombinacija dve ili više reči koje imaju svoje posebno značenje u Japanu.

## Literatura
- Macias, Patrick; Evers, Izumi (2007). Japanese Schoolgirl Inferno - Tokyo Teen Fashion Subculture Handbook. San Francisco: Chronicle Books. стр. 147. ISBN 978-0-8118-5690-4.
- "Those Naughty Teenage Girls: Japanese Kogals, Slang, and Media Assessments", by Laura Miller. Journal of Linguistic Anthropology: Volume 14: Number 2 (2004).
- Ashcraft, Brian; Ueda, Shoko (2014). Japanese schoolgirl confidential : how teenage girls made a nation cool. Tuttle Publishing. ISBN 9781462914098.